# Мучонь
Мучонь (венг. Múcsony) — село в Венгрии, медье Боршод-Абауй-Земплен, Казинцбарцикский яраш.
Село занимает площадь 17,55 км², в нём проживает 3744 жителей (по данным 2015 года). По данным переписи 2011 года, 87,3 % жителей поселка были венгры, 7,38 % — цыгане, 4,02 % — русины.

## Расположение
Село расположено на реке Суга — левом притоке реки Солёной (на венгерском — Шайо), в 20 км к юго-западу от административного центра медье Мишкольца. Село является пригородом уездного центра Казинцбарцика.

## История
В летописях село упоминалось уже во времена господства династии Арпадов, в 1219 году, под названием Mulchun. В 1332 г. в селе уже была деревянная церковь, а с 1797  г. — каменная. В 1556 г. село опустошили турки, а в 1639 произошёл крупный пожар.
В середине XVIII   ст. часть русинского населения Мучоня переселилась в Воеводину (села Большой Керестур и Коцур/Куцура).
В 1910 г. в селе жило 1405 человек, из них 1216 — греко-католики, 116   — католики, 47   — иудеи. В 1897—1990 годах при деревне в посёлке Алберттелеп функционировали угольная шахта и кирпичный завод, которые в результате кризиса пришли в упадок.

## Современность
В селе, в современном доме, функционирует восьмиклассная основная школа. Есть специальные факультативы по английскому языку, информатике, математике. С пятого по восьмой класс ученики проходят курс русинского языка (на основе бачванского диалекта). Имеются также кружки: танцевальный, драматический, изобразительный, музыкальный и хорового пения. В селе функционируют два дома культуры, детский сад, кухня общественного питания, социальные и медицинские службы. Село является центром греко-католической Мишкольцкой епархии.

## Самоуправления села и меньшинств
Орган самоуправления села состоят из 7 человек. В Мучони функционируют также самоуправления национальных меньшинств: польского, румынского, русинского, состоящие каждое из трёх человек, а ромское (цыганское) самоуправление — из 4 человек.

## Достопримечательности
В Мучони стоит посетить и увидеть:
- «Русинский музей»
- Греко-католический храм
- Памятник королю Иштвану I Святому
- Памятник Шандору Петёфи.
- Памятник погибшим угольщикам и кирпичникам
- Выставку памятников промыслов и местной истории

## Население
| Год  | Численность | Численность |
| ---- | ----------- | ----------- |
| 2013 | 3151        | [ 3 ]       |
| 2014 | 3110        | [ 4 ]       |
| 2015 | 3081        | [ 5 ]       |
| 2021 | 2890        | [ 6 ]       |
| 2022 | 2678        | [ 7 ]       |
| 2023 | 2705        | [ 8 ]       |
| 2024 | 2685        | [ 1 ]       |